# Jenő Rátz
Jenő Rátz de Nagylak (Nagybecskerek, 20 settembre 1882 – Budapest, 21 gennaio 1952) è stato un generale ungherese, che ricoprì alti incarichi tra le due guerre mondiali. Fu Capo di stato maggiore dell'esercito (1936-1938) e Ministro della difesa del governo di Béla Imrédy. Membro della Camera alta del Parlamento fu Vice primo ministro e ministro senza portafoglio nel governo filonazista di Döme Sztójay, e successivamente portavoce del parlamento sotto il governo di Ferenc Szálasi. Dopo la fine della seconda guerra mondiale fu arrestato in quanto accusato di crimini di guerra, venendo processato da un Tribunale del popolo che lo condannò a morte mediante fucilazione. La sentenza fu commutata nel carcere a vita, e si spense in una prigione di Budapest il 21 gennaio 1952.

## Biografia
Nacque il 20 settembre 1882, figlio di Jakab (1845-1931) e Cecília Novak, rampollo di una famiglia che aveva acquisito il rango nobiliare con István il 25 maggio 1625 dalle mani del principe di Transilvania Gabriele Bethlen. Intrapresa la carriera militare in forza all’Imperial regio Esercito austroungarico, combatte in prima linea nel corso della prima guerra mondiale al termine della quale, dopo la breve parentesi della Repubblica sovietica ungherese in cui servì nell'esercito nazionale, nel 1920 entrò a far parte del Nemzeti Hadsereg. A partire dal 1922 insegnò alla Scuola di guerra, e nel 1923 fu promosso colonnello. La carriera militare proseguì brillantemente, tra il 1928 e il 1930 fu capo del personale presso lo Stato maggiore, divenendo generale nel 1930 quando assunse l’incarico di comandante dell’Accademia militare, che mantenne fino al 1935. L’anno successivo divenne Vice capo di Stato maggiore e fu promosso tenente generale, assumendo il 12 ottobre 1936 la carica di Capo di stato maggiore dell’esercito in sostituzione di Józef Somkuthy. Fu fautore di una politica di riarmo del paese, da condursi però in maniera il più possibile nascosta. Il 24 maggio 1938 lasciò la carica di Capo di stato maggiore, ricoprendo brevemente in quello stesso anno l’incarico di Ministro della Difesa nel governo di Béla Imrédy. All’atto della caduta del governo Imrédy, con le successive elezioni entrò in Parlamento come Deputato. Dapprima fu leader del Magyar Megújulás Pártjának e poi vicepresidente del Magyar Megújulás Nemzetiszocialista Pártszövetség.
Dal 22 marzo al 19 luglio 1944 ricoprì l’incarico di Vice primo ministro e ministro senza portafoglio nel governo filonazista di Döme Sztójay. Nell’agosto 1944 il Reggente Horthy guidò un colpo di Stato che portò alla sostituzione di Sztójay con il più moderato Géza Lakatos. Promosso colonnello generale sostituì il dimissionario Zsigmond Perényi nell’incarico di Presidente del parlamento sotto il nuovo governo filotedesco di Ferenc Szálasi.
Dopo la fine della seconda guerra mondiale fu arrestato in quanto accusato di crimini di guerra, venendo processato da un Tribunale del popolo che lo condannò a morte mediante fucilazione. La sentenza fu commutata nel carcere a vita, e si spense in una prigione di Budapest il 21 gennaio 1952.